# تراسي روز
تراسي روز (بالإنجليزية: Tracey Rose) هي فنانة جنوب أفريقية، ولدت في 1974 في ديربان في جنوب أفريقيا.

## وصلات خارجية
- تراسي روز على موقع ميوزك برينز (الإنجليزية)